# Thomas Didillon
Thomas Didillon-Hödl (Seclin, Norte-Paso de Calais, 28 de noviembre de 1995) es un futbolista francés que juega de portero en el Willem II de la Eredivisie.

## Trayectoria

### Metz
Didillon se formó en la cantera del Metz y en el 2013 firma con el primer equipo. Hizo su debut en la Ligue 2 con el Metz el 16 de mayo de 2014 contra el Stade Lavallois en el empate 0-0 a domicilio, en esa temporada se convertiría en el campeón.
Después de pasar un año cedido al RFC Seraing, Didillon regresó a Metz para la temporada 2015-16 de la Ligue 2 y aporto para lograr el ascenso a la Ligue 1.
El 13 de agosto de 2016, Didillon hizo su debut en la Ligue 1 en la victoria por 3-2 contra el Lille. Fue la primera victoria del club en primera división desde que consiguió el ascenso. La siguiente temporada; Didillon perdió la titularidad ante el jugador de la selección japonesa, Eiji Kawashima.

### RFC Seraing
Fue cedido durante la temporada 2014-15, jugó 31 partidos oficiales para el RFC Seraing de la segunda división belga.

### Anderlecht
Después de diez años con Metz, Didillon firmó con el campeón belga, Anderlecht de la Jupiler Pro League en junio de 2018. El 20 de septiembre, hizo su debut en la Europa League en la derrota por 1-0 contra el club eslovaco, Spartak Trnava.

## Selección nacional
Didillon ha representado a Francia en las categorías sub-16 hasta la sub-21. En 2015, Didillon participó en el Torneo de Toulon, clasificando a la final, contra Marruecos, al que vencieron 3 a 1.

### Participaciones en categorías inferiores
En cursiva las competiciones no oficiales.
| Competición                         | Sede    | Resultado | Partidos | Goles |
| ----------------------------------- | ------- | --------- | -------- | ----- |
| Torneo Esperanzas de Toulon de 2015 | Francia | Campeón   | 3        | 0     |

## Estadísticas
| F. C. Metz Francia | 2013-14       | 1   | 0 | 0 | 0 | – | – | 1   | 0 |
| F. C. Metz Francia | 2015-16       | 27  | 0 | 1 | 0 | – | – | 28  | 0 |
| F. C. Metz Francia | 2016-17       | 32  | 0 | 1 | 0 | – | – | 3   | 0 |
| F. C. Metz Francia | 2017-18       | 9   | 0 | 2 | 0 | – | – | 11  | 0 |
| F. C. Metz Francia | Total club    | 9   | 0 | 4 | 0 | – | – | 43  | 0 |
| Seraing United · Bélgica | 2014-15       | 31  | 0 | 1 | 0 | – | – | 32  | 0 |
| Seraing United · Bélgica | Total club    | 31  | 0 | 1 | 0 | – | – | 32  | 0 |
| R. S. C. Anderlecht · Bélgica | 2018-19       | 40  | 0 | 0 | 0 | 5 | 0 | 45  | 0 |
| R. S. C. Anderlecht · Bélgica | 2019-20       | 1   | 0 | 0 | 0 | – | – | 1   | 0 |
| R. S. C. Anderlecht · Bélgica | 2020-21       | 0   | 0 | 0 | 0 | – | – | 0   | 0 |
| R. S. C. Anderlecht · Bélgica | Total club    | 41  | 0 | 0 | 0 | 5 | 0 | 46  | 0 |
| K. R. C. Genk · Bélgica | 2019-20       | 6   | 0 | 0 | 0 | – | – | 6   | 0 |
| K. R. C. Genk · Bélgica | Total club    | 6   | 0 | 0 | 0 | – | – | 6   | 0 |
| Círculo de Brujas · Bélgica | 2020-21       | 0   | 0 | 0 | 0 | – | – | 0   | 0 |
| Círculo de Brujas · Bélgica | Total club    | 0   | 0 | 0 | 0 | – | – | 0   | 0 |
| Total carrera | Total carrera | 147 | 0 | 5 | 0 | 5 | 0 | 127 | 0 |
| (1) Incluye datos de Copa de Francia, Copa de Bélgica y Copa de la Liga. (2) Incluye datos de Liga de Campeones de la UEFA, Copa de la UEFA, Supercopa de Europa, Copa Intercontinental y Copa Mundial de Clubes de la FIFA. |               |     |   |   |   |   |   |     |   |

## Palmarés

### Títulos nacionales
| Título  | Club       | País    | Año     |
| ------- | ---------- | ------- | ------- |
| Ligue 2 | F. C. Metz | Francia | 2013-14 |